# Дешванден, Грегор
Грегор Дешванден (нем. Gregor Deschwanden; род. 27 февраля 1991, Кернс, Обвальден) — швейцарский прыгун с трамплина. Член сборной Швейцарии по лыжным видам спорта. Бронзовый призёр III Европейских игр 2023 года. Участник зимних Олимпийских игр 2014, 2018, 2022 годов.

## Спортивная карьера
Дешванден дебютировал на международной арене 9 сентября 2006 года в соревнованиях FIS в Айнзидельне, заняв 50-е место.
6 февраля 2010 года он дебютировал в прыжках с трамплина на этапе Кубка мира в Виллингене. 24 ноября 2013 года Грегор впервые вошёл в десятку лучших на этапе Кубка мира, заняв десятое место в Клингентале.
В 2014 году принял участие в зимних Олимпийских играх в Сочи. В индивидуальных соревнованиях занял 25-е место на нормальном трамплине и 14-е место на большом трамплине.
На своих вторых зимних Олимпийских играх в феврале 2018 года в Пхёнчхане швейцарец занял 29-е место в личном зачете на нормальном трамплине и 36-е место в личном зачете на большом трамплине.
Начиная с сезона 2020/21 годов Дешванден смог закрепиться в швейцарской команде в качестве лидера сборной. На зимних Олимпийских играх 2022 года в Пекине Грегор занял восьмое место в командном зачете в составе Швейцарии. В индивидуальных соревнованиях на нормальном трамплине он финишировал 17-м, а на большом трамплине — 22-м.
В сезоне 2023/24 годов Дешванден смог впервые в карьере подняться на подиум на этапе Кубка мира в Клингентале. Сезон завершил с лучшим результатом в 552 очка, заняв 18-е место.
На III Европейских играх 2023 года Дешванден выиграл бронзовую медаль на нормальном трамплине.